# Stjärnhästen
Stjärnhästen är ett musikalbum från 1981 av den svenska gruppen Folk och rackare. Skivan består av tolkningar av traditionella jul- och staffansvisor i en stil influerad av brittisk folkrock och svensk folkmusik. Den gavs ut av Sonet grammofon.

## Låtlista
1. Stilla natt
2. Staffansvisa från Nås
3. Här är anndag jul i år
4. Personent hodie
5. Maria
6. För redeliga män
7. Staffan var en stalledräng
8. Ut kommer Staffan
9. Jultiggarvisa från Bingsjö
10. Go'morron go'morron kär fader
11. Här komma de fattiga sjungaremän
12. Staffanslåt från Leksand
13. Staffan och Herodes
14. Farväl och tack